# Saavedra (Buenos Aires)
Saavedra è un quartiere della capitale argentina Buenos Aires.

## Geografia
Saavedra è situata nella zona nord della capitale argentina, al confine con la provincia di Buenos Aires.
Confina a nord-ovest con il partido di Vicente López, ad est con il quartiere di Núñez, a sud-est con quello di Coghlan e a sud con quello di Villa Urquiza.

## Storia
Il quartiere fu fondato ufficialmente il 27 aprile 1873 su iniziativa dell'imprenditore Florencio Emeterio Núñez che aveva acquistato dei terreni un tempo di proprietà di Luis María Saavedra. Il 1º febbraio 1891 fu aperta al traffico la locale stazione ferroviaria.

## Cultura

### Istruzione

#### Musei
- Museo Storico di Buenos Aires

## Infrastrutture e trasporti
Le due principali vie d'accesso al quartiere sono l'avenida General Paz, la grande autostrada che separa Buenos Aires dalla provincia e l'autostrada Buenos Aires-Rosario che proprio qui inizia il suo percorso.
Il quartiere è servito dalla stazione di Luis María Saavedra della linea ferroviaria suburbana Mitre.